# Madagaskarwaterral
De madagaskarwaterral (Rallus madagascariensis) is een vogel uit de familie van rallen (Rallidae). Het is een kwetsbare, endemische vogelsoort  in Madagaskar.

## Kenmerken
De vogel is 25 cm lang. Het is een middelgrote, egaal bruin gekleurde ral. De vogel heeft weinig opvallende kenmerken, van boven iets donker gestreept, op de keel en rond het oog is de vogel lichter, meer grijs gekleurd en de soort heeft witte onderstaartdekveren. De poten zijn donker gekleurd, de snavel is rood.

## Verspreiding en leefgebied
Deze komt alleen voor op de oostkant van het eiland Madagaskar. Het leefgebied bestaat uit dicht begroeide moerassen, moerasbossen en dichte vegetaties langs rivieren, zowel in laagland als hoger op tot 1800 m boven zeeniveau.

## Status
De grootte van de populatie werd in 2016 door BirdLife International geschat op 2,5 tot 10 duizend individuen en de populatie-aantallen nemen af door habitatverlies. Het leefgebied wordt aangetast door drooglegging van moerassen en  ontbossing (houtkap) waarbij de habitat wordt omgezet in gebied voor agrarisch gebruik. Om deze redenen staat deze soort als kwetsbaar op de Rode Lijst van de IUCN.